# 樓璉
樓璉（？—1402年），浙江承宣布政使司金華府義烏縣（今浙江义乌）人。明朝政治人物。
樓璉曾经从学于宋濂。洪武年间，其任監察御史。建文年间，与方孝孺一同担任侍读。朱棣诛杀方孝孺后，要求樓璉草拟登位诏书，樓璉接受命令而不敢辞去。回家后，对妻子、孩子说：“我虽然甘愿受死，但唯恐牵连你们啊。”当夜，樓璉就自尽身亡。